# Kromme van Agnesi

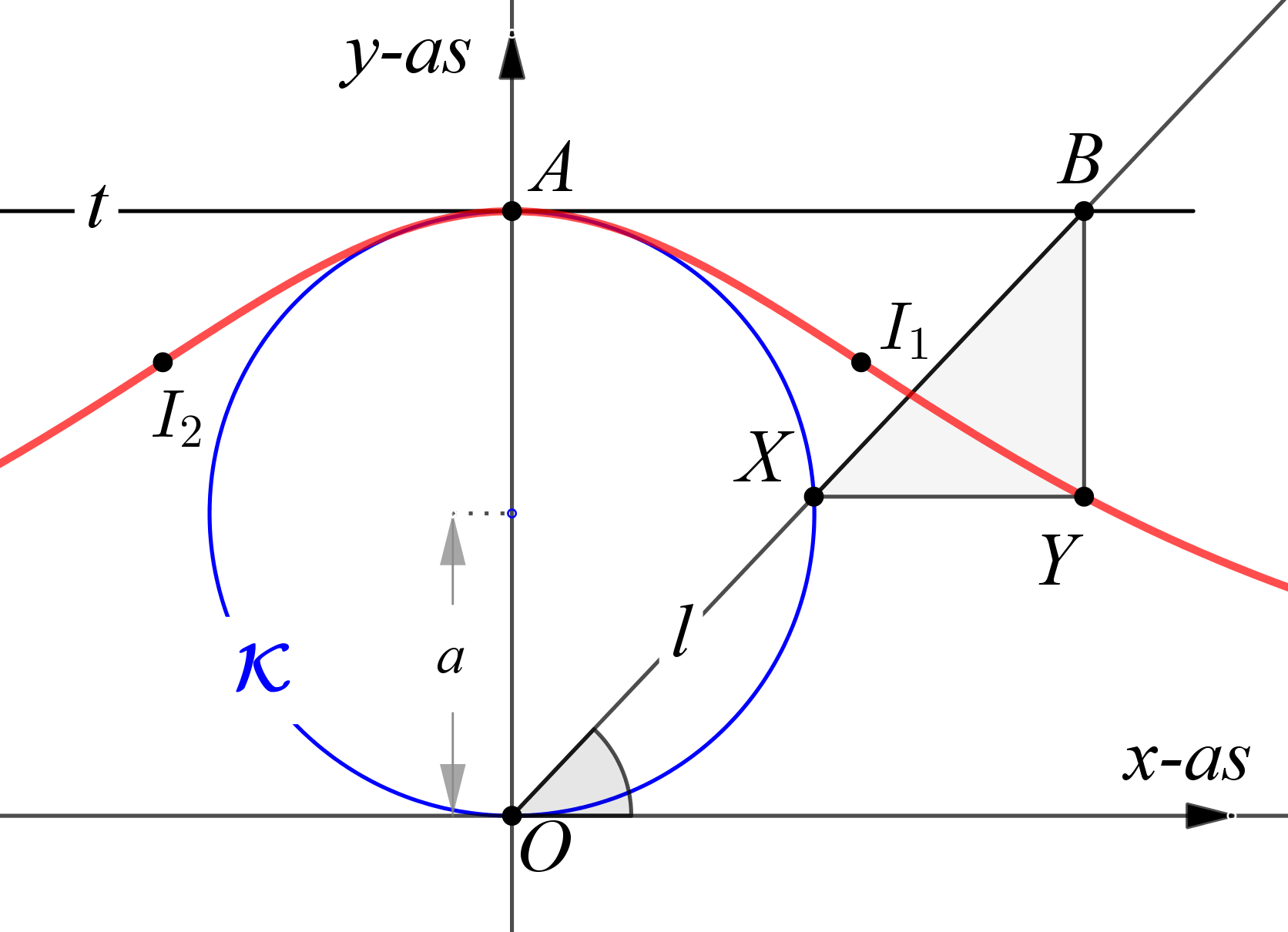
Kromme van Agnesi (rood) en constructie; K is de definiërende cirkel.

De kromme van Agnesi (soms ook heks van Agnesi) is in de vlakke euclidische meetkunde een derdegraads kromme die synthetisch construeerbaar is via een elementair meetkundig voorschrift en analytisch de grafiek is van een rationale functie.
De kromme is vernoemd naar de Italiaanse wiskundige Maria Gaetana Agnesi (1718-1799), die over deze kromme in 1748 publiceerde in haar boek Instituzione analytice. Ook Pierre de Fermat en Guido Grandi schreven over deze kromme, respectievelijk in 1666 (in: Méthodes de Quadrature) en 1703 (in: Quadratura).

## Constructieve definitie
Het punt {\displaystyle X} is een variabel punt van de vaste cirkel {\displaystyle K}; zie bovenstaande figuur. De punten {\displaystyle O} en {\displaystyle A} zijn de  eindpunten van een vaste middellijn van {\displaystyle K}. De lijn {\displaystyle OX} snijdt de raaklijn {\displaystyle t} in {\displaystyle A} aan {\displaystyle K} in het punt {\displaystyle B}. Het punt {\displaystyle Y} is hoekpunt van de in {\displaystyle Y} rechthoekige driehoek {\displaystyle BYX}.

De kromme van Agnesi is dan de meetkundige plaats van {\displaystyle Y} als {\displaystyle X} de cirkel doorloopt.

## Afleiding van de vergelijking

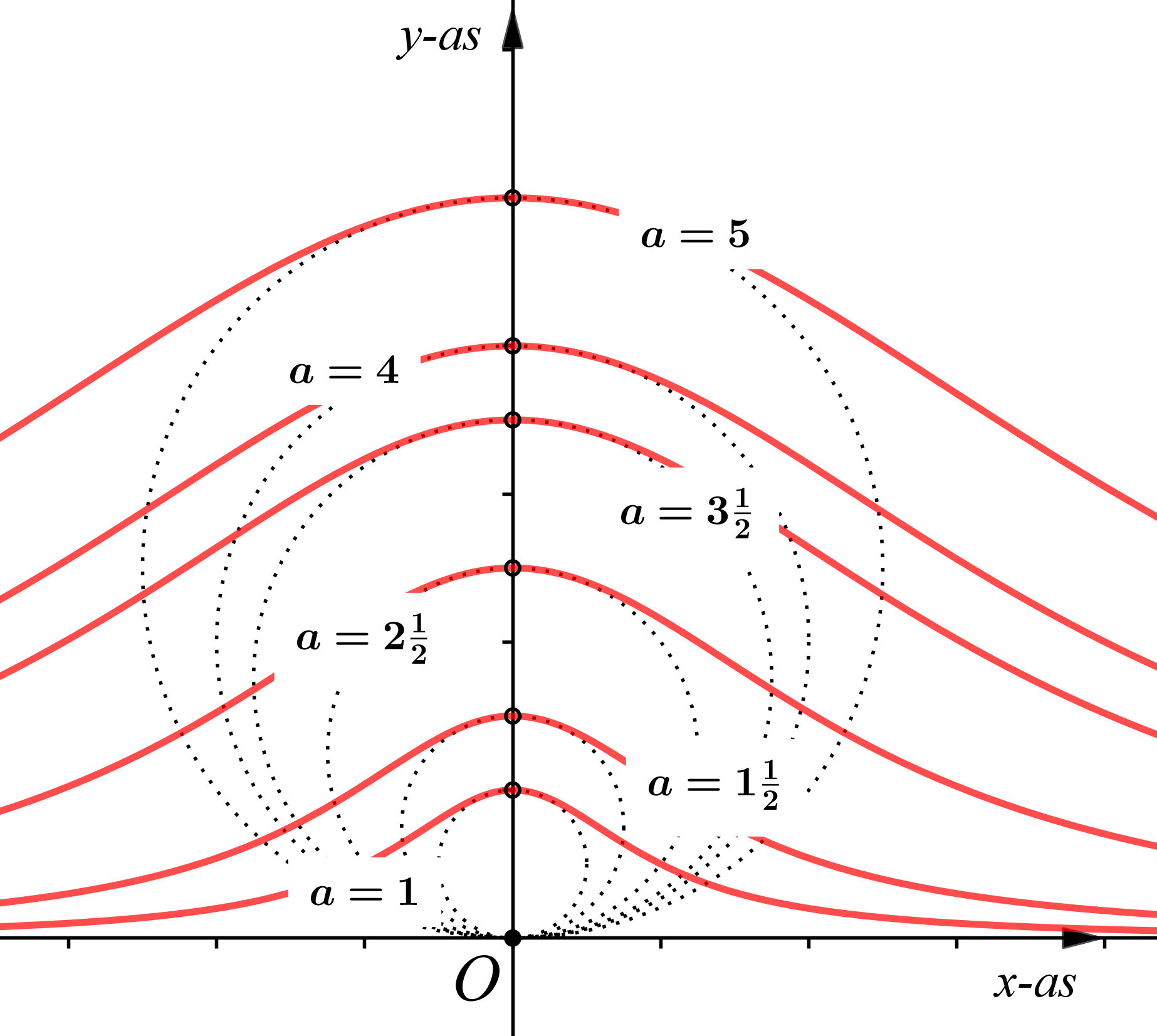
Familie van krommen van Agnesi

In een standaard euclidisch assenstelsel is {\displaystyle A=(0,2a)} en is een vergelijking van de definiërende cirkel {\displaystyle K} met straal {\displaystyle a} en middelpunt op de {\displaystyle y}-as (zie de figuur hierboven):
{\displaystyle {{x}^{2}}+{{(y-a)}^{2}}={{a}^{2}}}
Een vergelijking van de raaklijn {\displaystyle t} in {\displaystyle A} aan die cirkel is {\displaystyle y=2a} en die van de lijn {\displaystyle l} door {\displaystyle O} en door een willekeurig punt {\displaystyle X} op {\displaystyle K} is {\displaystyle y=mx}.
De coördinaten {\displaystyle (x,y)} van het punt {\displaystyle X} voldoen nu aan het stelsel vergelijkingen:
{\displaystyle \left\{{\begin{array}{*{35}{l}}{{x}^{2}}+{{(y-a)}^{2}}={{a}^{2}}\\y=mx\\\end{array}}\right.} zodat: {\displaystyle X=\left({\frac {2am}{1+{{m}^{2}}}},{\frac {2a{{m}^{2}}}{1+{{m}^{2}}}}\right)}, terwijl {\displaystyle B=({\frac {2a}{m}},2a)}.
Voor de coördinaten {\displaystyle (x,y)} van het punt {\displaystyle Y} geldt dan:
{\displaystyle \left\{{\begin{array}{*{35}{l}}x={{x}_{B}}=2a/m\\y={{y}_{X}}=2a{{m}^{2}}/(1+{{m}^{2}})\\\end{array}}\right.}
Eliminatie van {\displaystyle m} uit beide relaties geeft dan de vergelijking van de kromme:
{\displaystyle y={\frac {8a^{3}}{4a^{2}+x^{2}}}}
Voor verschillende posities van {\displaystyle A} op de {\displaystyle y}-as ontstaat een familie van krommen van Agnesi, waarvan {\displaystyle a} de parameter is.

## Eigenschappen
Uit de vergelijking kunnen de volgende eigenschappen van de kromme worden afgeleid.
- De {\displaystyle y}-as is symmetrie-as van de kromme.
- De kromme nadert voor grote positieve en negatieve waarden van {\displaystyle x} asymptotisch tot de {\displaystyle x}-as, dat wil zeggen tot de raaklijn in het punt {\displaystyle O} aan de cirkel {\displaystyle K}.
- De kromme heeft een top in het punt {\displaystyle A}. De definiërende cirkel raakt daar drievoudig aan de kromme: de cirkel is de osculerende cirkel van de kromme in het punt {\displaystyle A}.
- De kromme heeft twee reële buigpunten, namelijk de punten {\displaystyle I_{1,2}=\left(\pm {\frac {2a}{\surd 3}},{\frac {3a}{2}}\right)}.
- De oppervlakte van het vlakdeel tussen de kromme en de {\displaystyle x}-as is gelijk aan {\displaystyle 4\pi a^{2}}.[3]
- De inhoud van het lichaam dat ontstaat door de gehele kromme te wentelen om de {\displaystyle x}-as, is gelijk aan {\displaystyle 4\pi ^{2}a^{3}}.[3]

## Etymologie

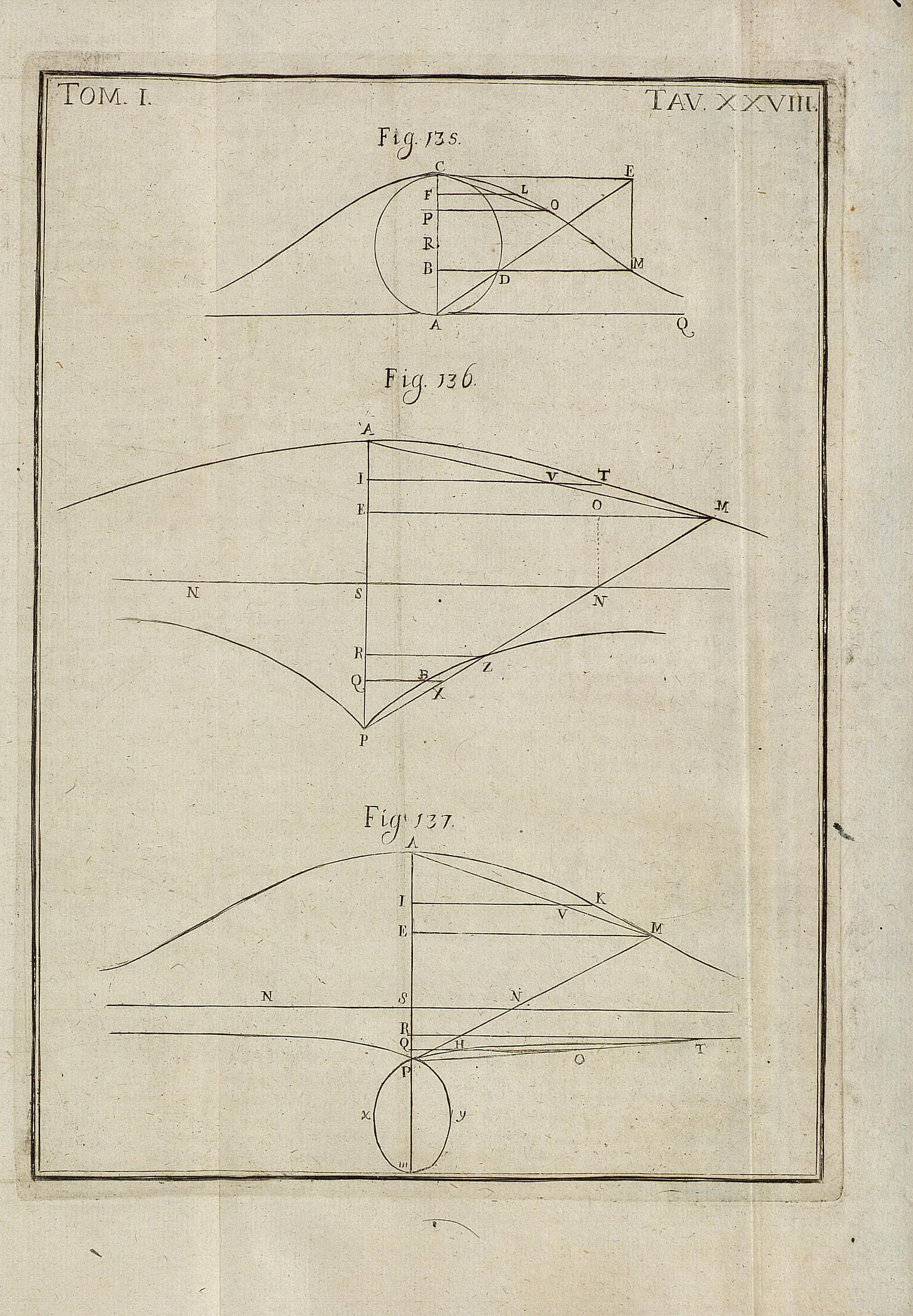
Figuur 135 uit Agnesi's boek (1748): de kromme en de constructie ervan

Agnesi gaf, evenals Grandi, aan de kromme de naam versiera. In die tijd was het in Italië gebruikelijk om woorden als aversiero of versiera (afgeleid van Lat. adversarius = tegenstander) te gebruiken als er over de duivel gesproken werd. Versiera werd in het bijzonder gebruikt om de vrouw van de duivel, een ‘heks’, aan te duiden. Hierdoor vertaalde Cambridge-hoogleraar John Colson (1680-1760) de naam van de kromme abusievelijk als witch (= heks). Latere werken over Agnesi en over de kromme suggereren andere oorzaken van het tot stand komen van deze onjuiste vertaling.

Dirk Struik vermeldt:
The word [versiera] is derived from Latin vertere, to turn, but is also an abbreviation of Italian avversiera, female devil. Some wit in England once translated it “witch”, and the silly pun is still lovingly preserved in most of our textbooks in the English language.
We have taken Agnesi’s introduction of the versiera as one of our selections to honor the first important woman mathematician since Hypatia (fifth century a.d.).
The curve had already appeared in the writings of Fermat (Oeuvres, I, 279-280; III, 233-234) and of others; the name versiera is from Guido Grandi (Quadratura circuli et hyperbolae, Pisa, 1703). [...] The first to use the term "witch" in this sense may have been B. Williamson (1875) in: Integral calculus (p. 173).

## Toepassingen
(1) Voor {\displaystyle a={\tfrac {1}{2}}} is het functievoorschrift van de kromme {\displaystyle y=1/(1+x^{2})}.
Als nu de geschaalde functie {\displaystyle y=1/(\pi (1+x^{2}))} wordt beschouwd, dan is de oppervlakte van het vlakdeel tussen de grafiek en de {\displaystyle x}-as gelijk aan {\displaystyle 1}. En daarmee komt de laatste functie overeen met de kansdichtheidsfunctie van de standaard Cauchy-verdeling.
(2) De functie met het voorschrift {\displaystyle f(x)=1/(1+x^{2})} werd door Leibniz gebruikt om een formule voor {\displaystyle \pi } af te leiden. Deze formule, de oneindige reeks:
{\displaystyle {\tfrac {\pi }{4}}=1-{\tfrac {1}{3}}+{\tfrac {1}{5}}-{\tfrac {1}{7}}+{\tfrac {1}{9}}-\ldots }
kan worden gevonden door via de integraal van de functie en de taylorontwikkeling van de functie, te weten:
{\displaystyle 1-{{x}^{2}}+{{x}^{4}}-{{x}^{6}}+{{x}^{8}}-\ldots }
deze laatste uitdrukking term voor term te integreren op het interval {\displaystyle [0,1]}.